# Proteina legante gli androgeni
ABP (dall'inglese Androgen-binding protein, proteina legante gli androgeni) è una glicoproteina (beta-globulina) prodotta dalle cellule di Sertoli nei tubuli seminiferi del testicolo che si lega specificamente a testosterone (T), diidrotestosterone (DHT), e 17-beta-estradiolo.
Questi ormoni si concentrano all'interno del fluido luminale dei tubuli seminiferi. Quando i complessi ABP-testosterone sono elevati, consentono la spermatogenesi nei tubuli seminiferi e la maturazione degli spermatozoi nel epididimo.
ABP ha la stessa sequenza di aminoacidi delle globuline leganti gli ormoni sessuali (SHBG): la differenza è il sito di produzione e l'aggiunta di frazioni di zucchero differenti. ABP contiene 403 aminoacidi, con un peso molecolare di 44.533.
La produzione di ABP è regolata dall'influenza di FSH sulle cellule di Sertoli. Altri fattori in grado di favorirla sono: insulina, retinolo, e testosterone.